# Chiropetalum patagonicum
Chiropetalum patagonicum är en törelväxtart som först beskrevs av Carlos Luis Spegazzini, och fick sitt nu gällande namn av O'donell och Alicia Lourteig. Chiropetalum patagonicum ingår i släktet Chiropetalum och familjen törelväxter. Inga underarter finns listade i Catalogue of Life.